# Agder
Agder este una/unul din provinciile (fylke) și unul din districele Norvegiei (sau regiune tradițională), care se găsește în partea sudică a Norvegiei.
Comitatul (provincia/județul) a fost constituit ca urmare a reformei administratrive norvegiene, care a intrat în vigoare la 1 ianuarie 2020, atunci când „vechiile” comitate Vest-Agder și Aust-Agder au fuzionat. Încă din anii timpurii 1900, termenul Sørlandet (zona de sud, sau țara de sud sau, chiar Sudul Norvegiei) a fost constant folosit pentru a desemna această regiune, uneori chiar și prin includerea „vecinului” Rogaland. Înaintea începutului secolului trecut, zona era considerată a fi făcut parte din Vestlandet (Norvegia de Vest).
Zona a fost unul din regatele mărunte ale Norvegiei medievale, care, după unificarea Norvegiei a devenit cunoscută sub numele de „Egdafylki” și mai târziu „Agdesiden”, devenind un comitat din cadrul regatului Norvegiei. Numele Agder nu a fost folosit după 1662, când zona a fost împărțită în unități guvernamentale mai mici numite Nedenæs, Råbyggelaget, Lister și Mandal.
Numele a fost „reînviat” în 1919, când două comitate/județe din Norvegia care corespundeau aproximativ vechiului comitat Agdesiden au fost redenumite Aust-Agder (East Agder) și Vest-Agder (Vest-Agder). Chiar înainte ca cele două județe să se unească, prin fuzionare, în 2020, au cooperat în multe feluri; spre exemplu, Universitatea din Agder avea locații atât în Aust-Agder, cât și în Vest-Agder, la fel ca multe alte instituții, cum ar fi Dioceza Agder og Telemark, Curtea de Apel Agder și Sectorul de Poliție Agder.

## Nume
Numele „Agder” este mai vechi decât limba norvegiană. Sensul lui nu este cunoscut. La fel cum limba norvegiană derivă din norvegiana veche, Agder derivă din cuvântul norvegian vechi „Agðir”. La începutul epocii vikingilor, înainte de domnia lui Harald I, Păr Frumos, Agðir fusese un mic regat, locuit de oameni, care se numeau ei înșiși după numele său, Egðir.
Nu există nimic în limba norvegiană care să ofere vreun indiciu cu privire la semnificația cuvântului; nu a fost produs (din segmente cunoscute) exsitente în limba norvegiană veche, ceea ce înseamnă că numele este încă și mai vechi. Se crede că poporul Egðir sunt la fel, din punct de vedere etimologic, cu poporul „Augandzi” menționat în lucrarea Getica istoricului Iordanes, care a scris despre Scandza (Scandinavia) în secolul al VI-lea al acestei ere. Dacă Scandza lui Iordanes este o formă palatalizată a cuvântului Scandia, atunci Augandzi este probabil o formă palatalizată a Augandii, rezidenți ai Augandiei.
Un nume din acea perioadă ar trebui să fie mai aproape de proto-germanică; de fapt, un cuvânt din acea perioadă se prezintă și se potrivește tradiției geografice a vremurilor: agwjō (însemnând insulă), despre care Iordanes și toți predecesorii săi, scriind despre Scandinavia, au crezut că este. O metateză simplă produce o formă posibil târzie, augjo-, dar această derivare este speculativă. Nu există alte dovezi despre Auganza, iar legătura sa cu Egder este, de asemenea, ipotetică.

## Municipalități
La 1 ianuarie 1838, legea Formanskapsdistrikt a intrat în vigoare, creând municipalități locale în toată Norvegia. Municipalitățile s-au schimbat de-a lungul timpului prin fuziuni și divizări, precum și prin numeroase ajustări ale granițelor dintre ele. Când județul Agder a fost înființat, la 1 ianuarie 2020, avea 25 de municipalității.
| Număr | Numărul municipal. | Simbol | Nume            | Data fondării   | Fost număr municipal (înainte de 2020)      | Fost comitat (județ / provincie) |
| ----- | ------------------ | ------ | --------------- | --------------- | ------------------------------------------- | -------------------------------- |
| 1     | 4201               |        | Risør           | 1 ianuarie 1838 | 0901 Risør                                  | Aust-Agder                       |
| 2     | 4202               |        | Grimstad        | 1 ianuarie 1838 | 0904 Grimstad                               | Aust-Agder                       |
| 3     | 4203               |        | Arendal         | 1 ianuarie 1838 | 0906 Arendal                                | Aust-Agder                       |
| 4     | 4204               |        | Kristiansand    | 1 ianuarie 1838 | 1001 Kristiansand 1017 Songdalen 1018 Søgne | Vest-Agder                       |
| 5     | 4205               |        | Lindesnes       | 1 ianuarie 1964 | 1002 Mandal 1021 Marnardal 1029 Lindesnes   | Vest-Agder                       |
| 6     | 4206               |        | Farsund         | 1 ianuarie 1838 | 1003 Farsund                                | Vest-Agder                       |
| 7     | 4207               |        | Flekkefjord     | 1 ianuarie 1838 | 1004 Flekkefjord                            | Vest-Agder                       |
| 8     | 4211               |        | Gjerstad        | 1 ianuarie 1838 | 0911 Gjerstad                               | Aust-Agder                       |
| 9     | 4212               |        | Vegårshei       | 1 ianuarie 1838 | 0912 Vegårshei                              | Aust-Agder                       |
| 10    | 4213               |        | Tvedestrand     | 1 ianuarie 1838 | 0914 Tvedestrand                            | Aust-Agder                       |
| 11    | 4214               |        | Froland         | 1 ianuarie 1850 | 0919 Froland                                | Aust-Agder                       |
| 12    | 4215               |        | Lillesand       | 1 ianuarie 1838 | 0926 Lillesand                              | Aust-Agder                       |
| 13    | 4216               |        | Birkenes        | 1 ianuarie 1838 | 0928 Birkenes                               | Aust-Agder                       |
| 14    | 4217               |        | Åmli            | 1 ianuarie 1838 | 0929 Åmli                                   | Aust-Agder                       |
| 15    | 4218               |        | Iveland         | 1 ianuarie 1886 | 0935 Iveland                                | Aust-Agder                       |
| 16    | 4219               |        | Evje og Hornnes | 1 ianuarie 1960 | 0937 Evje og Hornnes                        | Aust-Agder                       |
| 17    | 4220               |        | Bygland         | 1 ianuarie 1838 | 0938 Bygland                                | Aust-Agder                       |
| 18    | 4221               |        | Valle           | 1 ianuarie 1838 | 0940 Valle                                  | Aust-Agder                       |
| 19    | 4222               |        | Bykle           | 1 ianuarie 1902 | 0941 Bykle                                  | Aust-Agder                       |
| 20    | 4223               |        | Vennesla        | 1 ianuarie 1864 | 1014 Vennesla                               | Vest-Agder                       |
| 21    | 4224               |        | Åseral          | 1 ianuarie 1838 | 1026 Åseral                                 | Vest-Agder                       |
| 22    | 4225               |        | Lyngdal         | 1 ianuarie 1838 | 1027 Audnedal 1032 Lyngdal                  | Vest-Agder                       |
| 23    | 4226               |        | Hægebostad      | 1 ianuarie 1838 | 1034 Hægebostad                             | Vest-Agder                       |
| 24    | 4227               |        | Kvinesdal       | 1 ianuarie 1838 | 1037 Kvinesdal                              | Vest-Agder                       |
| 25    | 4228               |        | Sirdal          | 1 ianuarie 1849 | 1046 Sirdal                                 | Vest-Agder                       |

## Istoric
Norvegia din era vikingă fusese împărțită în regate mărunte, conduse de șefi tribali, care luptau pentru supremația terestră, maritimă sau ascendența politică și căutau alianțe sau control prin căsătorie cu alte familii regale, fie voluntare, fie forțate. Aceste circumstanțe au produs viețile în general turbulente și eroice ale vikingilor, înregistrate în una din cele mai timpurii saga, Heimskringla.
De exemplu, Ynglinga saga ne spune că Harald Redbeard, șeful Agðir, a refuzat să o dea de nevastă pe fiica sa, Åsa, lui Gudröd Halvdanson, eveniment după care Gudröd a invadat Agðir, i-a ucis pe Harald și fiul său Gyrd, și a luat-o pe Åsa de soție, indiferent dacă ea a vrut sau ba. Ea a născut un fiu, Halvdan (Negrul), iar mai târziu a aranjat ca să-l asasineze pe Gudröd. Printre familiile regale, aceste evenimente par să fi fost destul de obișnuite. Cuvântul ei a fost ultimul în discuție, deoarece nepotul ei, Harald I, Păr Frumos, a unificat Norvegia.

### Regii Agder-ului

#### Regi legendari
- Harald Agderking
- Víkar
- Kissa
- King Bjæring

#### Monarhii Agder-ului (790—987)
- Harald Granraude, 7?? — 815, tatăl Åsa-ei
- Åsa, între 815 și 834 / 838, mama lui Halfdan cel Negru
- Halfdan cel Negru, tatăl lui Harald Fairhair, din 838
- Kjotve cel Bogat, sfârșitul secolului al IX-lea
- Harald Gudrødsson Grenske, 976 — 987

Înainte de Epoca Vikingă, există un gol în istoria regiunii de câteva sute de ani, dar în opera lui Iordanes găsim și regiuni cu aceleași, dar și cu forme anterioare de nume, probabil și regate mărunte sub șefi acum necunoscuți. Cea mai credibilă sursă anterioară, Ptolemeu, oferă cele mai scurte schițe, citând doar toată Norvegia drept Chaedini („oameni de la țară”). Poate că diferența dintre regate nu era suficient de importantă pentru a le cita individual.
Înainte de sursa de mai sus, cea mai credibilă și respectată sursă, Tacitus în lucrarea sa Germania, Capitolul 44 i-a descris pe Suiones, care au fost împărțiți în civitates (probabil regate) de-a lungul coastei Scandinaviei, care erau neobișnuite în a deține flote ale unui tip special de navă. Acestea erau ascuțite la ambele capete și erau conduse de rânduri de vâsle care puteau fi rearanjate sau expediate pentru trecerea râului. Nu depindeau de vele (așa spune Tacitus), dar în afară de aceasta nu difereau aproape deloc de navele vikinge. Aceste orașe au mers în jurul Scandinaviei până în Arctica, sau cel puțin în regiuni cu zile foarte lungi, unde colonizarea s-a oprit.
Pare clar că în epoca fierului (romană), Norvegia a fost populată de oameni de aceeași identitate ca și cei din Suedia, care erau numiți Suiones, în sursele latine. La stabilirea populării coastei și constituirii de state, la un moment dat în preistorie, ei fuseseră împărțiți după formele de teren. Aceste state au luat, în principal, nume geografice sau nume de indivizi sau de personaje mitologice. Agder a fost unul dintre acestea.
După unificarea Norvegiei de către Harold Fairhair și armata și aliații lui, în secolul al X-lea, toate entitățile administrative au devenit provincii (fylker), iar, după convertirea lor la creștinism, au devenit dieceze sau parohii. Dezvoltarea limbii nordice vechi în dialecte locale și disimilarea obiceiurilor, din cauza izolării, au adăugat o anumită „aromă etnică” zonei, care este prețuită astăzi.